# InfoSiberia

InfoSiberia es un noticiero argentino que se envía todas las mañanas en forma de boletín informativo a través de whatsapp, a su más de 50 mil lectores. El servicio es totalmente gratuito y ya cuenta con más de 700 ediciones publicadas. Su línea editorial es nacional, popular y federal.

## Historia
InfoSiberia comenzó a enviarse por whatsapp el 24 de febrero de 2016. En ese momento contenía 10 noticias políticas del ámbito nacional. Luego fue creciendo tanto en el número de suscriptos, como en la cantidad de noticias y secciones.
El boletín es recibido por 50 mil personas distribuidas en todo el territorio nacional y cuenta con decenas de colaboradores en las distintas provincias argentinas, que envían información para que el resumen sea lo más federal posible. Para recibir InfoSiberia, los potenciales lectores deben enviar un mensaje de whatsapp al +54 9 11 3218 7055.
Infosiberia es reproducido diariamente por otros portales de noticias, y varias radios lo utilizan como fuente para armar panoramas informativos matutinos.

## Formato
Principalmente su contenido está destinado a las noticias nacionales, pero también posee secciones de política internacional, deportes, agenda cultural federal, humor, poesía y juegos. Cuenta con periodistas especializados en economía, género, derechos humanos, judiciales y deportes.

## Premios y distinciones
El 7 de junio de 2018 InfoSiberia fue homenajeado en la Legislatura Porteña por parte de la Asociación de Trabajadores del Estado (ATE), en el marco del Día del Periodista, junto a Florencia Saintout, Gabriel Mariotto, La Garganta Poderosa y la Agencia Paco Urondo, entre otros. También recibió el Premio Oesterheld 2016.